# Étoile de Bombay

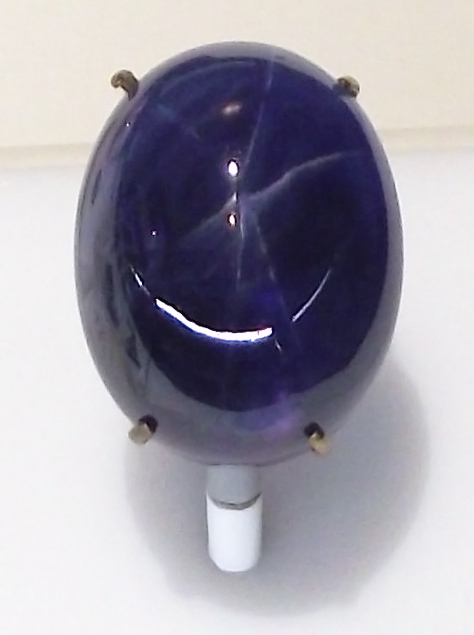
L'Étoile de Bombay de 182 carats (36,4 g)

L' étoile de Bombay est un saphir étoilé, cabochon de 182 carats (36,4 g), originaire du Sri Lanka. Le joyau bleu violet est offert à l'actrice de cinéma muet Mary Pickford par son mari, Douglas Fairbanks. Elle le lègue à la Smithsonian Institution . C'est l'homonyme de la boisson alcoolisée populaire Bombay Sapphire, un gin de fabrication britannique.

## Description
L'étoile de Bombay est un saphir étoilé de182 carats (36,4 g). Selon Southern Jewelry News, «Le saphir de l'étoile de Bombay appartient à l'espèce minérale corindon. Le corindon pur est incolore, mais des traces d'éléments de transition comme le vanadium ou le chrome donnent des couleurs différentes dans le cristal. La couleur bleu-violet de l'étoile de Bombay est causée par la présence de titane et de fer donnant la teinte bleue, et le vanadium contribue à sa couleur violette. " .

## Histoire
L'étoile de Bombay est originaire du Sri Lanka. C'est l'un des plus grands saphirs étoilés nommés sans rapport avec leur origine, l'autre étant l' étoile de l'Inde. Le bijou est d'abord acquis par Trabert et Hoeffer Inc. de Park Avenue à New York et a est inséré dans une bague en platine, peut-être achetée par Douglas Fairbanks, star du cinéma muet. Il  la donne sûrement à Mary Pickford . Une publicité de 1935 pour l' Étoile de Bombay l'inscrit à 60 carats. Sans donner d'informations sur ses origines, elle la décrit comme «la seule du monde».
À sa mort en 1979, Mary Pickford lègue l'étoile de Bombay au Smithsonian Museum. Edward Stotsenberg de la Mary Pickford Foundation appelle le Smithsonian. Un représentant est envoyé pour examiner la pierre. Selon Stotsenberg, le représentant déclare que l' étoile de Bombay est plus brillante que les autres pierres. Il la retire des fermoirs et la rapporte au Smithsonian. Le bijou est alors exposé au Musée national d'histoire naturelle du Smithsonian, dans le Janet Annenberg Hooker Hall of Geology, Gems and Minerals.

## Autres saphirs célèbres
- Black Star of Queensland (733 carats)
- Saphir Logan (423 carats)
- Saphir Nertamphia (216 carats)
- Étoile de l'Inde (bijou) (563 carats)